# Nokia 9210i
Le Nokia 9210i Communicator est un téléphone mobile de Nokia. Il fut annoncé en 2002. Il se compose de 2 parties ainsi que de 2 écrans mais pas d'appareil photo numérique.

## Caractéristiques
- Système d'exploitation Symbian OSv6.0, Séries 80 UI
- Processeur 32-bit ARM 9 52 MHz RISC
- GSM900 / 1800
- 158 × 56 × 27 mm pour 244 grammes
- Écran de 4.5 pouces de définition 640 × 200 pixels
- Batterie de 1 300 mAh
- Mémoire : 40 Mo
- Pas d'appareil photo numérique
- Vibreur
- DAS : 0,34 W/kg.